# Tatwine
Tatwine ou Tatwin est un prélat et écrivain anglo-saxon mort le 30 juillet 734.
Originaire de Mercie, il est le neuvième archevêque de Cantorbéry, de 731 à sa mort. Il est l'auteur d'une grammaire latine et d'un recueil d'énigmes, également en latin, qui témoignent de son érudition.

## Biographie
Tatwine est originaire de Mercie. Il est décrit comme âgé au moment de sa mort, ce qui pourrait situer sa naissance aux alentours de l'an 670. Moine, puis abbé du monastère (en) de Breedon on the Hill, il est sacré archevêque de Cantorbéry le 10 juin 731, grâce à l'influence du roi mercien Æthelbald,.
Les trois années d'archiépiscopat de Tatwine ne semblent avoir connu aucun événement notable, hormis le sacre des évêques Alwig de Lindsey et Sigeferth de Selsey en 733. Il meurt le 30 juillet 734. Après sa mort, il est considéré comme un saint, avec une fête le 30 juillet.

## Écrits
Il subsiste deux textes écrits par Tatwine : une grammaire latine intitulée Ars de partibus orationis (ou Ars Tatuini) et un recueil de quarante énigmes.
Sa grammaire est construite sur le modèle de l'Ars Minor de Donat et intègre des éléments issus de l'œuvre d'autres grammairiens, notamment Priscien et Consentius, ce qui implique qu'il avait à sa disposition une bibliothèque bien fournie. Il reprend leurs exemples, tirés de la poésie latine, mais il lui arrive également d'en fournir de nouveaux tirés des psaumes bibliques. Son œuvre ne s'adresse pas aux débutants, mais plutôt à des étudiants maîtrisant déjà les bases de la langue. Les quatre exemplaires connus de sa grammaire proviennent tous du continent, ce qui implique qu'elle est populaire hors d'Angleterre.
Les énigmes de Tatwine constituent un ensemble encadré par deux acrostiches et leurs réponses sont aussi bien des objets concrets que des thèmes abstraits liés à la religion chrétienne. Elles témoignent de la grande érudition de Tatwine et de sa familiarité avec les poètes romains, notamment Virgile et Horace.